# Холмс, Джон (дипломат)
Джон Холмс (англ. John Holmes; р. 1951 года, Престон, Англия) — британский дипломат.
Учился в Баллиол-колледже Оксфорда.
На дипломатической службе с 1973 года.
В 1999—2001 годах посол Великобритании в Португалии.
В 2001—2006 годах посол Великобритании во Франции.
С 1976 года женат на Пенелопе Моррис, с которой имеет трёх дочерей: Сару, Люси и Эмили.
Кавалер ордена Святого Михаила и Святого Георгия (1997).
Рыцарь Великого Креста Королевского Викторианского ордена (2005, кавалер 1998).
Рыцарь-командор Ордена Британской империи (1999).